# Reunion Island Challenger
Il Reunion Island Challenger è stato un torneo professionistico di tennis giocato su campi in cemento indoor. Faceva parte dell'ATP Challenger Series. Si giocava annualmente a Riunione in Francia.

## Albo d'oro

### Singolare
| Anno       | Campione              | Finalista             | Punteggio     |
| ---------- | --------------------- | --------------------- | ------------- |
| 1993       | Ronald Agénor         | Jeff Tarango          | 6–3, 6–4      |
| 1994       | Laurence Tieleman     | Paul Wekesa           | 7–5, 2–6, 6–3 |
| 1995       | Tim Henman            | Patrick Baur          | 1–6, 6–3, 7–6 |
| 1996       | Patrik Fredriksson    | Thierry Champion      | 5–7, 6–0, 6–3 |
| 1997       | Jan Apell             | Arnaud Clément        | 6–4, 7–6      |
| 1998- 2001 | Non disputato         | Non disputato         | Non disputato |
| 2002       | Federico Browne       | Răzvan Sabău          | 6–0, 4–6, 7–5 |
| 2003       | Peter Wessels         | Fred Hemmes           | 6–0, 6–2      |
| 2004       | Michal Tabara         | Philipp Kohlschreiber | 6–1, 2–6, 6–4 |
| 2005       | Philipp Kohlschreiber | Tejmuraz Gabašvili    | 6–2, 6–3      |

### Doppio
| Anno       | Campioni                               | Finalisti                           | Punteggio        |
| ---------- | -------------------------------------- | ----------------------------------- | ---------------- |
| 1993       | Jonathan Canter Jeff Tarango           | Lan Bale Mark Kaplan                | 6–4, 3–6, 7–5    |
| 1994       | Hendrik Jan Davids Joost Winnink       | Patrick Baur Michael Geserer        | 6–1, 6–2         |
| 1995       | Yahiya Doumbia Fabrice Santoro (1)     | Tim Henman Andrew Richardson        | 1–6, 6–3, 6–1    |
| 1996       | Hendrik Jan Davids Fabrice Santoro (2) | Donald Johnson Leander Paes         | 6–3, 7–6         |
| 1997       | Clinton Ferreira Jan Siemerink         | Álex Calatrava Jérôme Golmard       | 6–2, 6–3         |
| 1998- 2001 | Non disputato                          | Non disputato                       | Non disputato    |
| 2002       | Federico Browne (1) Jonathan Erlich    | Marco Chiudinelli Jaroslav Levinský | 6–1, 4–6, 6–3    |
| 2003       | Federico Browne (2) Rogier Wassen      | Fred Hemmes Peter Wessels           | 6–1, 6(4)–7, 6–3 |
| 2004       | Sanchai Ratiwatana Sonchat Ratiwatana  | Michel Kratochvil Jiří Vaněk        | Walkover         |
| 2005       | Tejmuraz Gabašvili Stéphane Robert     | Ivan Cerović Petar Popović          | 6–4, 6–3         |